# 3071 Нестеров
3071 Не́стеров (3071 Nesterov) — астероїд головного поясу, відкритий 28 березня 1973 року.
Названий на честь Петра Нестерова, російського льотчика, члена Київського товариства повітроплавання, який у Києві вперше в історії авіації виконав «мертву петлю».
Тіссеранів параметр щодо Юпітера — 3,186.